# Lagenocarpus guianensis
Lagenocarpus guianensis är en halvgräsart som beskrevs av Christian Gottfried Daniel Nees von Esenbeck. Lagenocarpus guianensis ingår i släktet Lagenocarpus och familjen halvgräs.

## Underarter
Arten delas in i följande underarter:
- L. g. guianensis
- L. g. hypochaetus